# جک کولبک
جک ریموند کولبک (انگلیسی: Jack Raymond Colback؛ زادهٔ ۲۴ اکتبر ۱۹۸۹) بازیکن فوتبال اهل انگلستان است که به صورت قرضی برای باشگاه ناتینگهام فارست بازی می‌کند.
از باشگاه‌هایی که در آن بازی کرده‌است می‌توان به ساندرلند، ایپسویچ تاون، نیوکاسل یونایتد و ناتینگهام فارست اشاره کرد.